# Tremont (Mississippi)
Tremont é uma cidade  localizada no estado americano de Mississippi, no Condado de Itawamba.

## Demografia
Segundo o censo americano de 2000, a sua população era de 390 habitantes.
Em 2006, foi estimada uma população de 396, um aumento de 6 (1.5%).

## Geografia
De acordo com o United States Census Bureau tem uma área de
12,8 km², dos quais 12,8 km² cobertos por terra e 0,0 km² cobertos por água. Tremont localiza-se a aproximadamente 138 m acima do nível do mar.

## Localidades na vizinhança
O diagrama seguinte representa as localidades num raio de 28 km ao redor de Tremont.